# 伯查德 (內布拉斯加州)
伯查德（英語：Burchard）是位於美國內布拉斯加州波尼縣的村。

## 人口
根據2020年美國人口普查的數據，伯查德的面積為0.42平方千米，皆為陸地。當地共有人口78人，而人口密度為每平方千米186人。